# カイ・ファルクマン
カイ・ファルクマン（スウェーデン語: Kaj Falkman 英語: Kai Falkman, 1934年2月1日 - 2018年6月4日）は、スウェーデンの外交官、作家。スウェーデン俳句協会を創設し、名誉会長を務めた。

## 略歴
1934年、コペンハーゲンに生まれる。ジュネーヴ大学でフランス文学を学んだのち、ストックホルム大学で法律を専攻する。1959年、スウェーデン外務省に入り、東京のスウェーデン大使館で1961年までアタッシェとして勤務する。1980年、ふたたび東京のスウェーデン大使館に赴任し、1985年まで公使を務めた。それ以外にも、ロンドン、ハノイ、ジュネーブ、リスボン、ルアンダ、イスタンブールなどに駐在。オセアニア圏でのスウェーデン大使、国連のキプロス交渉におけるスウェーデン政府特別代表などを歴任した。スウェーデン・アカデミー賞を2005年と2010年に受賞。2018年6月4日、ストックホルムで死去。

## 日本との関わり
東京のスウェーデン大使館でアタッシェとして勤務（1959-61年）、後に同大使館で公使（1980-85年）を務めた。
日本に関する著作も多く、
- 『Face of Japan』（1985年）エッセイ
- 『Tale of the Spring Rain』（1986年）俳句の解釈本
- 『A String Untouched, Dag Hammarskjöld’s life in Haiku and Photography』（2005年）
- 『Streams』（2008年）上皇后美智子の皇后時代の歌集
- 『Den japanska hemligheten』（2010年）小説
- 『Poetry of Surprise』（2010年）俳句の手引き書

などがある。
1987年にはドキュメンタリー映画『Japan Dream, Japan Reality』がスウェーデンテレビで放送された。
スウェーデン俳句協会の創設者で、名誉会長も務めた。また世界俳句協会の顧問も務めていた。
2016年11月8日には国連大学で、日本の国連加盟60周年を記念しての特別イベント「ハマーショルドの俳句と写真」での基調講演をおこなった

## 著書
日本語訳のあるもの。
- 『ロボットと人間――発展のピラミッド理論』 西山佑司・小屋逸樹訳、新潮社、1985年、
- 『四月の雪　APRILSNö――スウェーデンの俳句 百句 日本の俳句 百句』」 カイ・ファルクマン、清水哲男選、大日本印刷、2000年